# Khayyam (satellite)
Khayyam est un satellite de reconnaissance iranien. Lancé le 9 août 2022 par une fusée Soyouz 2.1b depuis le cosmodrome de Baïkonour, ce satellite de conception russe sera opéré par l’Agence spatiale iranienne.

## Historique
Le satellite a été nommé « Khayyam », en l’honneur du savant et poète perse du XIIe siècle, Omar Khayyam.

## Caractéristiques techniques
Les caractéristiques du satellite sont secrètes. Initialement, il s'agit d'un satellite de type Canopus-V (pour la plateforme), construit par VNIIEM avec NPK Barl comme constructeur de l'optique. Cependant, une conception complètement différente semble avoir été sélectionnée.
Selon l'Agence spatiale iranienne, le satellite a une masse de 650 kg, une résolution linéaire de 0,73 mètre et une durée de vie de cinq à sept ans.

## Utilisation
Si les services de renseignement occidentaux s’accordent sur la nature militaire du programme, l’Agence spatiale iranienne affirme, de son côté, que le satellite permettra la surveillance des frontières, l’augmentation de la productivité agricole et la surveillance des ressources hydriques et des catastrophes naturelles.
Selon des agences de renseignement occidentales, la Russie pourrait, dans un premier temps, se servir de ce satellite pour soutenir son offensive en Ukraine débutée en 2022,, ce que dément l'Agence spatiale iranienne.